# اردوباد

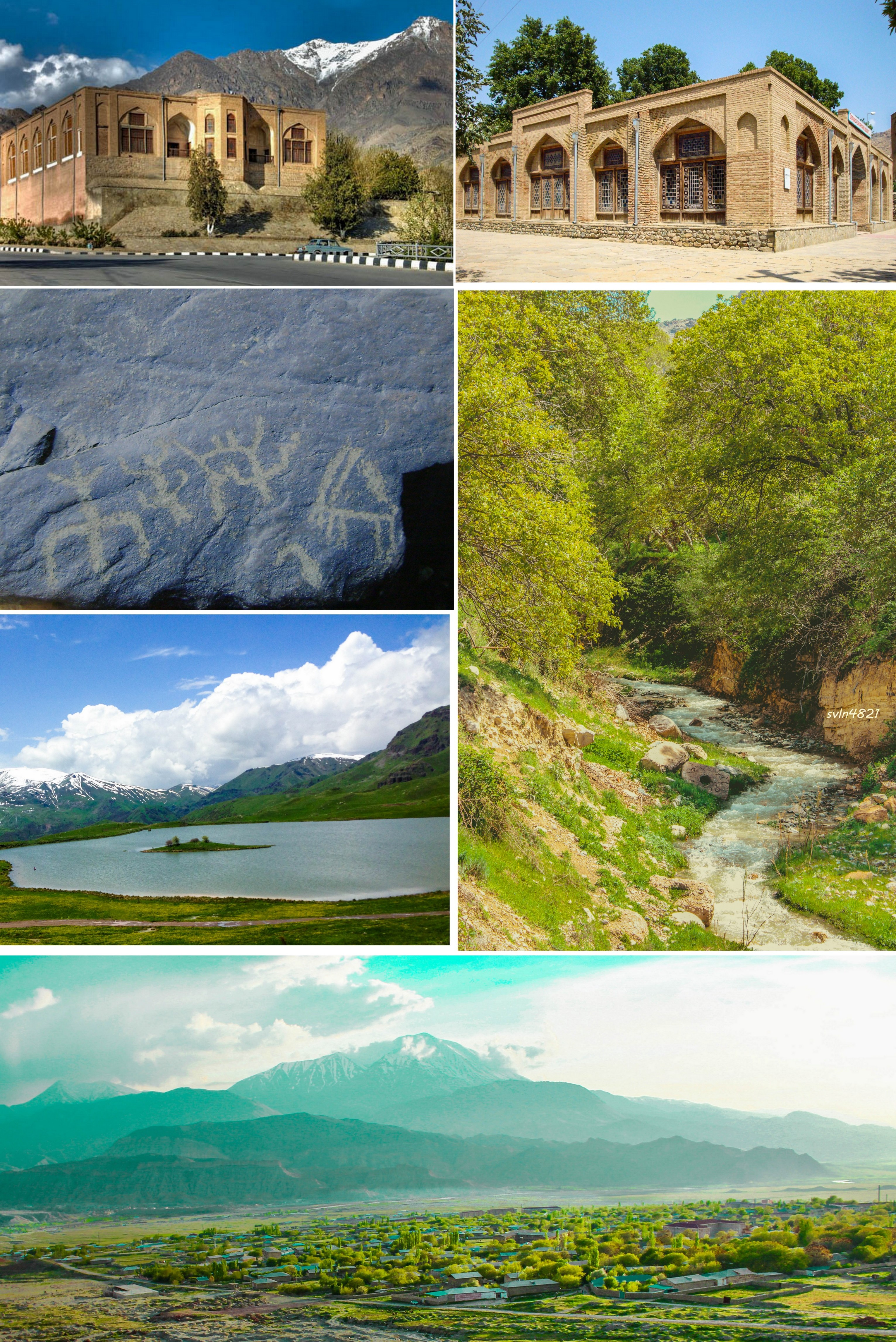
نمایی از اردوباد

اردوباد (قرمز) بر روی نقشه جمهوری آذربایجان

اُردوباد (ترکی آذربایجانی: Ordubad) دومین شهر جمهوری خودمختار نخجوان در جمهوری آذربایجان است. این شهر در کرانه شمالی میانه رود ارس و در فاصله ۹۴ کیلومتری شمال غربی از شهر تبریز قرار گرفته‌است. ارتفاع شهر نسبت به سطح آب‌های آزاد ۹۴۸ متر است.

## تاریخ و موقعیت جغرافیایی
اردوباد در شمال فرورفتگی‌های میانی ارس و دامنه‌های جنوبی کوهستان زانگه‌زور و وایوتس‌جور، از رشته‌کوه‌های قفقاز کوچک قرار دارد. این شهر در روبروی شهر سیه‌رود ایران واقع شده‌است.
نام اردوباد تحریف‌شده اردوآباد است. این شهر در آغاز اردوگاه سربازان مغول و پس از آن شاهان ایلخانی ایران بود و به این خاطر اردوآباد نامیده‌شد.
اردوباد در قدیم جزئی از ایران بود. در جنگ‌های ایران و عثمانی، شاه عباس صفوی، شهر اردوباد را به خاطر پایداری در برابر حملات ترکان عثمانی از پرداخت مالیات معاف کرد. همچنین دو تن از وزیران اعظم ایران در دورهٔ صفوی؛ یعنی میرزا حاتم بیگ نصیری اردوبادی و فرزندش میرزا طالب خان نصیری اردوبادی از این شهر برخاسته‌اند.
بعدها اردوباد بنابر مادهٔ یکم از عهدنامه ترکمانچای(۱۲۴۳ ق) از ایران جدا و به دولت روسیه تزاری واگذار شد.

## معماری شهری
شبکه کوچه‌کشی اردوباد از میدان مرکزی که مسجد جامع در آن است به شکل شعاع‌هایی شاخه‌شاخه شده‌است و از محله‌هایی همچون آماباراس، سرشهر، کُردتال، مین‌کس و اوچ ترنگی تشکیل شده‌است.
آرامگاه عیوض، مسجد دلبر، و مسجد سرشهر که از سدهٔ هجدهم میلادی به جا مانده‌اند از دیدنی‌ها آن است.

بهرود، آزادکند، اناباد، گیلان‌چای، مزرعه، باشکند، شهریار، ونند، کلانتر دیزه و باش‌دیزه از روستاهای پیرامون اردوباد هستند.

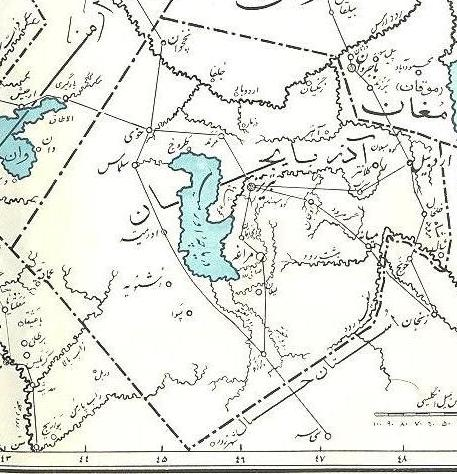
اردوباد در استان آذربایجان در دوره خلفای عباسی